# Illawarra
Illawarra é uma região no estado australiano de Nova Gales do Sul. É uma região costeira situada imediatamente ao sul de Sydney e ao norte da região de Shoalhaven ou South Coast. Abrange as cidades de Wollongong, Shellharbour e a cidade de Kiama.
A região de Illawarra é caracterizada por três distritos distintos: o distrito norte-central, que é uma expansão urbana contígua, centrada no lago Illawarra; o distrito oeste definido pela escarpa de Illawarra, que leva à margem sudoeste da Grande Região Metropolitana de Sydney, incluindo as regiões Macarthur e Southern Highlands; e o distrito sul, que é historicamente semi-rural (área indefinida), mas agora definido pelo aumento da urbanização.